# Bernoullia flammea
Bernoullia flammea ist ein Baum in der Familie der Malvengewächse aus der Unterfamilie der Wollbaumgewächse aus Mittelamerika bis ins südliche Mexiko und nach Kolumbien. Der Gattungsname ehrt den Schweizer Arzt und Botaniker Carl Gustav Bernoulli (1834–1878).

## Beschreibung
Bernoullia flammea wächst als Baum bis über 30 Meter hoch. Der Stammdurchmesser erreicht bis 100 Zentimeter. Die feinfurchige, relativ glatte Borke ist grau-braun.
Die gestielten Laubblätter sind zusammengesetzt handförmig mit (3)5–7 Blättchen. Der Blattstiel ist 6–22 Zentimeter lang. Die ganzrandigen und verkehrt-eiförmigen bis elliptischen, spitzen bis bespitzten, fast kahlen und kurz gestielten Blättchen sind etwa 7–20 Zentimeter lang. Der Blättchenstiel ist bis 1–2 Zentimeter lang.
Es werden endständige, lange und fein rötlich behaarte, einseitige, dichte Trauben (Wickel) gebildet, die einzeln oder in Rispen stehen. Die kurz gestielten, orange-roten bis roten und zwittrigen Blüten sind mit doppelter Blütenhülle. Der becherförmige, außen kahle und innen behaarte Kelch ist mehr oder weniger fünfzipflig. Die 5 innen samtig behaarten Petalen sind verkehrt-eiförmig bis länglich mit umgerollten Zipfeln. Die bis zu 15–20 Staubblätter sind in einer fleischigen, dicken und langen, vorstehenden, in der oberen Hälfte einseitig angeschnitten, geteilten, außen feinhaarigen Röhre verwachsen, aus der, der Griffel seitlich durch den Schlitz herausragt. Der fünfkammerige, -kantige, kahle Fruchtknoten ist ober- bis halboberständig mit einem langen, leicht konischen und dicklichen, kahlen Griffel.
Es werden holzige, fünfklappige und bis 20–25 Zentimeter lange, 5–6 Zentimeter breite, dunkelbraune, harte, kahle, ellipsoide bis verkehrt-schmaleiförmige sowie leicht fünfeckige, -kantige, kurz bespitzte, vielsamige Kapselfrüchte gebildet, die sich von der Spitze her öffnen. Die vielen, gelb-bräunlichen, flachen Samen sind einseitig geflügelt und sind mit Flügel 5–7 Zentimeter lang, ohne Flügel sind sie 1–2 Zentimeter lang.

## Taxonomie
Die Erstbeschreibung erfolgte 1876 durch Daniel Oliver in Hooker’s Icon. Pl. 12: 62, t. 1169, 1170.

## Verwendung
Das Holz ist ziemlich leicht und weich sowie wenig beständig, es ist bekannt als Cucharo oder Mapola. Es wird für einige Anwendungen genutzt.